# С́
С́ (minuskule с́) je písmeno cyrilice. Bylo zavedeno v roce 2009 pro potřeby černohorštiny. Jedná se o variantu písmena С. Písmeno je vyslovováno jako písmeno Ś v polštině, stejně tak je přepisováno do latinky.